# 奥斯特坎普
奥斯特坎普（荷蘭語：Oostkamp，荷蘭語發音：[ˈoːstkɑmp]）是比利时弗拉芒大區西佛兰德省布魯日區的一个市镇，通行荷蘭語，是弗拉芒社群的一部分，面积80.13平方千米，人口23,580人（2018年1月1日）。